# Александровское (Брянская область)
Алекса́ндровское — село в Брасовском районе Брянской области, в составе Погребского сельского поселения. 

## География
Расположено в 7 км к северу от села Брасово, в 4 км к востоку от посёлка Погребы.

## История
Впервые упоминается в первой половине XVII века в составе Брасовского стана Севского уезда, первоначально — деревня Алешанка (Альшанка). Приход храма Архангела Михаила с 1670; последнее здание храма было сооружено в 1780 году (не сохранилось). С 1741 — владение Апраксиных.
В 1778—1782 гг. входило в Луганский уезд, затем вновь в Севском уезде (до 1929), с 1861 года — в составе Апраксинской (Брасовской) волости. В 1902 году была открыта церковно-приходская школа.
С 1929 года в Брасовском районе. До 1975 — центр Александровского (Алешанского) сельсовета, в 1975—2005 гг. — в Дубровском сельсовете.
В 1964 году Указом Президиума ВС РСФСР село Алешинка переименовано в Александровское.

## Население
| 2010 | 2013 |
| ---- | ---- |
| 23   | ↘17  |

| Годы      | 1858 | 1866 | 1897 | 1926 | 1979 | 1989 | 2002 | 2010 |
| --------- | ---- | ---- | ---- | ---- | ---- | ---- | ---- | ---- |
| Население | 460  | 550  | 756  | 869  | 335  | 166  | 90   | 33   |